# Charaxes abyssinicus
Charaxes abyssinicus är en fjärilsart som beskrevs av Rothschild 1900. Charaxes abyssinicus ingår i släktet Charaxes och familjen praktfjärilar. Inga underarter finns listade i Catalogue of Life.